# Коробенко, Андрей Вячеславович
Андрей Вячеславович Коробенко (укр. Андрій В'ячеславович Коробенко; род. 28 мая 1997, Чернигов) — украинский футболист, полузащитник клуба «Валмиера»

## Биография

### Ранние годы
Футболом начал заниматься с 7 лет в ДЮСШ черниговской «Десны», куда на первую тренировку его привела мать, поддержавшая желание сына попробовать себя в этом виде спорта. До этого он 3 года занимался в секции спортивной гимнастики, где многие ребята были любителями «погонять мяч», они брали Андрея с собой, таким образом он и заинтересовался футболом. Затем продолжил обучение в Академии донецкого «Шахтёра». С 2010 по 2014 год провёл 71 матч и забил 2 мяча в чемпионате ДЮФЛ.

### Клубная карьера
20 августа 2014 года дебютировал за юниорскую (U-19) команду «горняков» в домашней игре против донецкого «Металлурга». За молодёжную (U-21) команду дебютировал 4 октября того же года в выездном поединке против киевского «Динамо». В составе команды U-19 становился победителем чемпионата Украины среди юношеских команд сезона 2014/15, проведя 13 встреч и забив 1 гол, и финалистом Юношеской лиги УЕФА в сезоне 2014/15, в котором сыграл в 1 матче турнира против команды «Атлетика» (Бильбао).
23 сентября 2015 года дебютировал за основную команду «Шахтёра» в выездном кубковом поединке против «Тернополя», выйдя на замену вместо Дентиньо на 71-й минуте встречи, а 21 ноября того же года впервые сыграл в Премьер-лиге, выйдя на замену вместо Марлоса на 82-й минуте домашнего матча против луцкой «Волыни».

### Карьера в сборной
С 2015 года выступает за юношескую сборную Украины до 19 лет.

## Достижения
«Шахтёр» (Донецк)
- Финалист Юношеской лиги УЕФА: 2014/15
- Обладатель Кубка Украины: 2015/16

## Статистика
| Клуб            | Лига         | Сезон   | Чемпионат | Чемпионат | Кубок | Кубок | Дубль | Дубль |
| Клуб            | Лига         | Сезон   | Игры      | Голы      | Игры  | Голы  | Игры  | Голы  |
| --------------- | ------------ | ------- | --------- | --------- | ----- | ----- | ----- | ----- |
| Шахтёр (Донецк) | Премьер-лига | 2014/15 |           |           |       |       | 13    | 0     |
| Шахтёр (Донецк) | Премьер-лига | 2015/16 | 1         | 0         | 2     | 0     | 14    | 0     |